# Тахмураси Шимоли
Тахмураси Шимоли (до 31 июля 2023 года — Се́верный Таныма́с) — горный хребет на востоке Памира в Таджикистане, примыкающий на востоке к хребту Зулумарт.
Хребет протягивается в широтном направлении на 80 км. Около 140 вершин превышают высоту 5000 м, две — 6000 м; высшая точка хребта — гора Росткух (Крутой Рог) (6025 м). На севере от хребта отходят два крупных отрога: Духтдиж (Кызкурган) и Баландхик (Баландкиик). Южнее находится параллельный малорасчленённый хребет Арал (длиной около 25 км), отделённый от Северного Тахмураса ледник Кандила Джураева (ранее ледник Наливкина).
Нижняя часть склонов и долины заняты высокогорными пустынями, степями и альпийскими лугами, выше — нивальные ландшафты. Высота снеговой границы на склонах северной экспозиции составляет 4800—5200 м, на склонах южной экспозиции — 4900—5300 м. Общая площадь оледенения 430 км².